# Gerichtsbezirk Hartmanitz
Der Gerichtsbezirk Hartmanitz (tschechisch: soudní okres Hartmanice) war ein dem Bezirksgericht Hartmanitz unterstehender Gerichtsbezirk im Kronland Böhmen. Er umfasste Gebiete in Südwestböhmen. Zentrum und Gerichtssitz des Gerichtsbezirks war die Stadt Hartmanitz (Hartmanice). Das Gebiet gehörte seit 1918 zur neu gegründeten Tschechoslowakei und ist seit 1991 Teil der Tschechischen Republik.

## Geschichte
Die ursprüngliche Patrimonialgerichtsbarkeit wurde im Kaisertum Österreich nach den Revolutionsjahren 1848/49 aufgehoben. An ihre Stelle traten die Bezirks-, Landes- und Oberlandesgerichte, die nach den Grundzügen des Justizministers geplant und deren Schaffung am 6. Juli 1849 von Kaiser Franz Joseph I. genehmigt wurde. Das Gebiet des späteren Gerichtsbezirks Hartmanitz war zunächst großteils dem Gerichtsbezirk Schüttenhofen zugehörig. Im Jahre 1873 wurden schließlich die zehn Gemeinden Eisenstein, Haidl, Hartmanitz, Kochet, Unterkörnsalz, Kundratitz, Seewiesen, Stadln, Stepanitz und Watetitz aus dem Gerichtsbezirk Schüttenhofen sowie die Gemeinde Stubenbach aus dem Gerichtsbezirk Bergreichenstein zum Gerichtsbezirk Hartmanitz zusammengeschlossen. Das Bezirksgericht Hartmanitz nahm schließlich am 2. März 1874 seine Tätigkeit auf.
Im Gerichtsbezirk Hartmanitz lebten 1900 11.688 Personen. Der Gerichtsbezirk Hartmanitz wies 1910 eine Bevölkerung von 9.713 Personen auf, von denen 9.484 Deutsch und 191 Tschechisch als Umgangssprache angaben. Im Gerichtsbezirk lebten zudem 38 Anderssprachige oder Staatsfremde.

## Amtsgericht Hartmanitz
Durch die Grenzbestimmungen des am 10. September 1919 abgeschlossenen Vertrages von Saint-Germain kam der Gerichtsbezirk Hartmanitz vollständig zur neugegründeten Tschechoslowakei, wobei die Gerichtseinteilung bis 1938 im Wesentlichen bestehen blieb. Nach dem Münchner Abkommen wurde das Gebiet dem Landkreis Bergreichenstein des Deutschen Reiches zugeschlagen. Das Amtsgericht Hartmanitz wurde der Zweigstelle Bergreichenstein des Landgerichts Deggendorf zugeordnet. Nach dem Zweiten Weltkrieg kam das Gebiet zurück zur Tschechoslowakei. Das Gebiet gehörte zum Okres Klatovy, dessen Behörden jedoch im Zuge einer Verwaltungsreform 2003 ihre Verwaltungskompetenzen verloren. Diese werden seitdem von den Gemeinden bzw. dem Plzeňský kraj, zudem das Gebiet um Hartmanitz seit Beginn des 21. Jahrhunderts gehört, wahrgenommen.

## Gerichtssprengel
Der Gerichtssprengel umfasste 1910 die elf Gemeinden Haidl (Zhůří), Hartmanitz (Hartmanice), Kochet (Kochánov), Kundratitz (Kundratice), Oberteschau (Hořejší Těšov), Seewiesen (Javorná), Stadln (Stodůlky), Stepanitz (Štěpanice), Stubenbach (Prášily), Unterkörnsalz (Dolejší Krušec) und Watetitz (Vatětice).